# Marconi (stacja metra w Rzymie)
Marconi - stacja na linii B metra rzymskiego. Stacja została otwarta w 1993 w dzielnicy Ostiense. Poprzednim przystankiem jest Basilica San Paolo, a następnym EUR Magliana.